# (3312) Pedersen
(3312) Pedersen (1984 SN) – planetoida z pasa głównego asteroid okrążająca Słońce w ciągu 5,21 lat w średniej odległości 3 j.a. Odkryta 24 września 1984 roku.